# Microsoft Edge
Microsoft Edge je webový prohlížeč postavený na jádře Chromium. První předběžná verze byla uvolněna 30. března 2015. Pro počítače, tablety a chytré telefony nahradil jako výchozí prohlížeč starší Internet Explorer. V operačním systému Windows 11 nahradil původní prohlížeč Internet Explorer. Edge je menší, efektivnější prohlížeč postavený na webových standardech a je určen pro webové služby. 
Zatímco v roce 2018 činil celosvětový tržní podíl Edge na všech platformách 2,03 %, tak v lednu 2025 se prohlížeč stal s podílem 13,29 % druhým nejpoužívanějším na světě na desktopových počítačích hned po prohlížeči Google Chrome.
Edge byl původně instalován spolu s operačním systémem Windows 10 podobným způsobem jako Internet Explorer i v předchozích verzích Windows. Vzhled byl převzat z prohlížeče Internet Explorer 10 s tím, že lišta se zespoda přesunula nahoru a má bílou barvu.  
V září 2017 bylo ve Storu k dispozici přes 70 doplňků pro Edge, ne všechny byly dostupné v Česku. Protože doplňky pro Edge jsou prakticky stejné, jako doplňky pro Google Chrome, Microsoft jejich nízký počet zdůvodňoval nutností dovyvinutí platformy a snahou držet vysoké standardy.
I přes pozitivní slova vývojářů o jeho rychlosti, schopnostech a náročnosti a skvělé integraci v operačním systému prohlížeč zaostával za konkurencí. Koncem roku 2018 Microsoft oznámil, že prohlížeč Edge přestane využívat vlastní vykreslovací jádro EdgeHTML a z prohlížeče se stane prohlížeč na bázi projektu Chromium.
7. února 2023 společnost Microsoft oznámila zásadní přepracování prohlížeče Edge, v rámci kterého přepracovala uživatelské rozhraní a přidala tlačítko Bing Chat (později známé jako Microsoft Copilot), které nahradilo tlačítko Discover.

## Microsoft Edge s jádrem Chromium

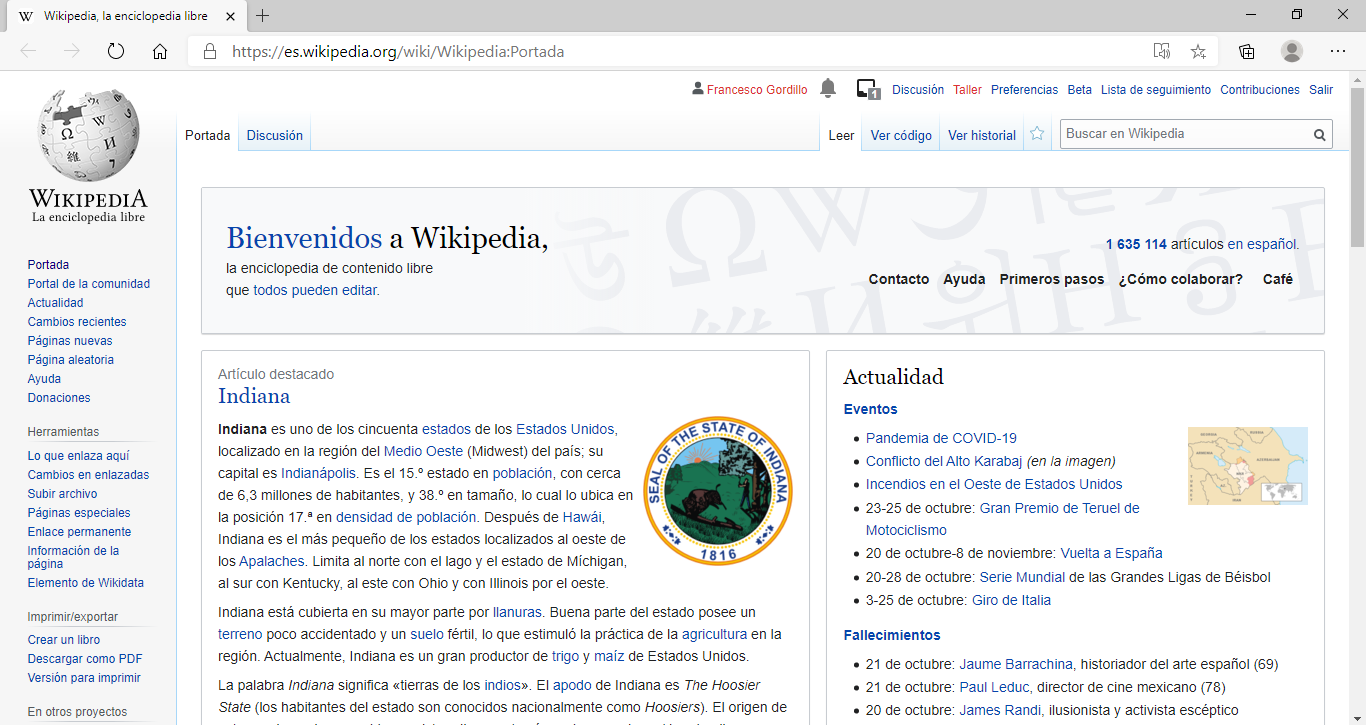
Microsoft Edge 87 s vykreslovacím jádrem Chromium ve Windows 10

Staré logo prohlížeče Edge používané v letech 2015–2019

Přestože se Microsoft Edge postavený na jádře Chromium již neoficiálně dostal na internet, Microsoft jej oficiálně uvolnil ke stažení až v dubnu roku 2019. Ke stažení jsou již všechny tři verze a to Dev Channel, aktualizovaný jedou za týden, Canary Channel, aktualizovaný denně, a nově také Beta Channel, který by se aktualizuje jen jednou za půl roku. Ještě před oficiálním uvolněním unikl obrázek se vzhledem prohlížeče, podle kterého prohlížeč Edge až na ikonu a barvy nápadně připomínal prohlížeč Chromium.
Prohlížeč vypadá velmi podobně jako Google Chrome a chybí v něm, oproti starší verzi s jádrem EdgeHTML, některé funkce jako např. „uložit karty bokem“.  
Velkou změnou oproti staré verzi je např. nastavení, které se zobrazuje místo ve vysunovacím postranním panelu v novém okně.  
Nový Edge je také ke stažení na starší verze operačního systému Windows (8.1, 8, 7) na MacOS a Linuxu.